# Čestín (Jankov)
Čestín (německy Tschestin) je vesnice, část obce Jankov v okrese Benešov. Nachází se cca 3,5 km severovýchodně od Jankova. Pramení zde Strašický potok, který je levostranným přítokem řeky Blanice.
V katastrálním území Čestín u Jankova leží části obce Čestín a Bedřichovice.

## Historie
První písemná zmínka o vesnici pochází z roku 1318.
V letech 1921–1979 k vesnici patřila Bedřichovice.